# Zenodorus niger
Zenodorus niger är en spindelart som först beskrevs av Karsch 1878.  Zenodorus niger ingår i släktet Zenodorus och familjen hoppspindlar. Inga underarter finns listade i Catalogue of Life.